# Sceloporus siniferus
Espèce
Synonymes
- Sceloporus humeralis Bocourt, 1873

Statut de conservation UICN

 LC  : Préoccupation mineure
Sceloporus siniferus est une espèce de sauriens de la famille des Phrynosomatidae.

## Répartition
Cette espèce se rencontre :
- au Guatemala ;
- dans le sud du Mexique.

## Publication originale
- Cope, 1870 "1869" : Seventh Contribution to the Herpetology of Tropical America. Proceedings of the American Philosophical Society, vol. 11, no 81, p. 147-192 (texte intégral).